# 2010年11月英國

## 11月30日
- 英國大部份地方受新一輪風雪吹襲，數百間學校關閉，氣象台向威爾斯、密德蘭、英格蘭東部、東南部和倫敦發長暴雪警告，英格蘭北部部份地區一夜間積雪達5厘米。BBC （页面存档备份，存于）
- 英政府草擬《蘇格蘭草案》，計劃讓蘇格蘭政府掌控自己三份一的預算，政府發言人表示這將是聯合王國成立以來，對蘇格蘭最大規模的權力轉移。BBC （页面存档备份，存于）

## 11月29日
- 預算責任廳將今年度經濟增長預測由原先的百分之1.2上調至百分之1.8，但同時調低2011年和2012年的增長預測。財相歐思邦回應指英國經濟跟隨「軌道」復甦，不過仍然要面對全球環境帶來的「挑戰」。BBC （页面存档备份，存于）
- 預算責任廳又將政府需要裁減49萬名公務員的預測，大幅下調至33萬。BBC （页面存档备份，存于）

## 11月28日
- 前工黨籍內政大臣莊翰生在BBC清談節目中公開支持黨魁文立彬，稱讚他有「鋼鐵」一般的「信心」領導工黨。BBC （页面存档备份，存于）
- 英國全國繼續受寒冬天氣以及降雪影響，蘇格蘭部份地區積雪厚達25厘米，當局警告多處路面仍然濕滑，呼籲駕駛者在星期一工作日加倍小心。BBC （页面存档备份，存于）

## 11月27日
- 前首相馬卓安爵士周五在劍橋大學邱吉爾學院成立50周年典禮上致詞，認為保守黨在下屆大選一旦成功連任，與自民黨組成的聯合政府應予延續。BBC （页面存档备份，存于）
- 工黨黨魁文立彬宣佈由前內閣官員白理安主持一個為期兩年的政策檢討，希望重新為工黨的核心價值定位，他表示要從保守黨身上取回建立「大社會」的角色，重新成為「人民的政黨」。BBC （页面存档备份，存于）

## 11月25日
- 蘇格蘭北部及東北英格蘭繼續受降雪影響，並向威爾斯及英格蘭南部蔓延，蘇格蘭部份邊境地區錄得全國最低的零下攝氏7.8度、紐卡素零下攝氏4.3度、倫敦邱園亦只有攝氏零下3.8度。BBC （页面存档备份，存于）
- 煤氣及電力市場廳表示會調查近月各項能源費用上調的現象，以查明能源公司是否擴大利潤、賺取暴利。BBC （页面存档备份，存于）

## 11月24日
- 蘇格蘭北部及東北英格蘭開始降雪，是英國17年來最早錄得的降雪記錄，氣象台預料大雪導致的寒冷天氣會維持兩周。BBC （页面存档备份，存于）
- 政府最新官方數字顯示，2009年3月至2010年3月英國的淨移入人口為215,000人，主要原因是移離英國的人口減少。BBC （页面存档备份，存于）

## 11月23日
- 教育大臣高文浩向下院表示，現今教育制度應重視與推崇傳統學校價值，例子包括學校應鼓勵學生穿著校褸和校服、以及重新建立學生長制度和社堂制度。BBC （页面存档备份，存于）
- 數千名大學學生在倫敦市中心示威，抗議政府計劃大幅調高學費，學生與在場維持秩序的警察發生衝突。BBC （页面存档备份，存于）

## 11月22日
- 克拉倫斯宮皇位第二法定繼承人威廉王子與女友姬蒂·米德爾頓將定於2011年4月29日在西敏寺舉行大婚。BBC （页面存档备份，存于）
- 消息指，政府內部已達成共識，限制英國每年最多只可引入43,700名來自非歐盟地區的技術勞工，但由公司內部轉介、年薪每年超過40,000英鎊的員工則不在此限。消息又指出，政府快將完成諮詢，減少報導非學位課程的海外留學生數目。BBC （页面存档备份，存于）
- 火車營運公司協會發表調查，明年火車票價將平均上調百分之6.2，至於包括季票在內的規範車資將平均上調百分之5.8，部份線路車資增幅達到百分之10.8。BBC （页面存档备份，存于）
- 消息指英女皇伊利沙伯二世將為本年的英國聖公會宗教大會主持揭幕。BBC （页面存档备份，存于）

## 11月21日
- 衛生大臣凌士禮建議，市面出售的香煙只可使用單一顏色的包裝，不可有任何設計，以免吸引兒童吸煙。BBC （页面存档备份，存于）
- 英揆大衛·卡梅倫接受訪問時表示，皇儲查理斯王子日後登上皇位後，卡米拉是否成為皇后仍然言之尚早，社會還需要進一步的討論，但他表示自己是「卡米拉的忠實『粉絲』」。BBC （页面存档备份，存于）

## 11月20日
- 皇儲查理斯王子接受美國傳媒訪問時，首次公開表示假如一日登上皇位，現任妻子卡米拉將有資源出任「皇后」，而非次當初表示的「伴妃」。BBC （页面存档备份，存于）
- 英揆大衛·卡梅倫在葡萄牙里斯本召開的北約峰會上重申，英軍將如期在2015年完成在阿富汗的軍事任務，並撤出當地。BBC （页面存档备份，存于）

## 11月19日
- 英揆大衛·卡梅倫到康沃爾郡視察水災後的情況，並探訪受災民居，他建議有關當局研究透過發短訊的形式，向居民發出天災預報。BBC （页面存档备份，存于）
- 英廷公佈將向53名人士冊封為終身貴族，其中27人代表保守黨、15人代表自由民主黨、10人代表工黨和一人代表威爾斯黨，今次冊封令上議院總人數增加至接近750人，是上議院自1999年大幅精簡以來最多，工黨將繼續是上院內最大黨派，但議席依舊不過半。BBC （页面存档备份，存于）

## 11月18日
- 外界對於威廉王子與姬蒂·米德爾頓的正式婚期和大婚地點作出不同揣測，姬蒂日前到訪西敏寺亦特別引起傳媒關注，而聖詹姆士宮發言人則表示各個方案仍在考慮當中。BBC （页面存档备份，存于）
- 對於有數份國防支出檢討文件被《每日電訊報》公開，英揆大衛·卡梅倫表示文件外洩的情況令人「擔憂」。在外洩的文件當中，包括一封由國防大臣霍理林致卡梅倫的書信，內文對龐大的削減開支方案表達憂慮。BBC （页面存档备份，存于）

## 11月17日
- 威廉王子與姬蒂·米德爾頓正式向外公佈訂婚後，首度在聖詹姆士宮會見傳媒，姬蒂手戴當年戴妃的訂婚戒指，兩人表示皇家婚禮的籌備工作已經展開，兩人的大婚會在倫敦舉行，婚後會定居北威爾斯。BBC （页面存档备份，存于）
- 康沃爾郡受河水氾濫和強風影響，多處地方發生水災，100多人緊急疏散。BBC （页面存档备份，存于）

## 11月16日
- 克拉倫斯宮宣佈，皇位第二法定繼承人威廉王子將於2011年春天或夏天與女朋友姬蒂·米德爾頓大婚。米德爾頓的父親從商，兩人同齡，於聖安德魯斯大學求學期間結識，已經交往多年。消息指，英女皇伊利沙伯二世對喜訊感到「非常欣喜」。BBC （页面存档备份，存于）
- 英揆大衛·卡梅倫被指以納稅人公帑聘請私人攝影師和電影製作人，專門為官員拍照和製作影片，引來公眾批評，卡梅倫決定取消有關決定。BBC （页面存档备份，存于）

## 11月15日
- 消息指，現任新芬黨黨魁、下議院議員兼北愛爾蘭議會議員格里·亞當斯計劃在明年參選愛爾蘭國會眾議院，假若當選，他將成為當代首位同時擁有下院和愛爾蘭眾議院議席的人。BBC （页面存档备份，存于）
- 新任國防參謀長、陸軍將領大衛·理查茲爵士接受BBC訪問時表示，西方無法徹底擊敗阿爾蓋達一類的軍事組織，但有能力遏制這些組織對英國民眾構成的威脅，他又表示，具伊斯蘭教背景的軍事組織將持續威脅英國最少30年。BBC （页面存档备份，存于）

## 11月14日
- 英揆大衛·卡梅倫表示緬甸軍政府釋放該國被軟禁的民運領袖昂山素姬，是一個「相當遲來」的決定，他讚揚昂山素姬「啟迪世上相信言論自由、民主和人權的人」。BBC （页面存档备份，存于）
- 教育部正研究由中央統一對英格蘭地區約20,000所官立學校調配撥款，但強調這不代表地方政府將失去決定撥款用途的權力。教育部稍後提交的白皮書亦會建議賦予校長更大權力，按需要決定撥款用途的先後次序。BBC （页面存档备份，存于）

## 11月13日
- 英國煤氣宣佈，基於能源批發價上升，將於12月10日起調高煤氣費百分之七。BBC （页面存档备份，存于）
- 首相府發言人表示，政府削減公務員退休福利時，無意豁免退伍軍人。BBC （页面存档备份，存于）

## 11月12日
- 英國各地舉行國殤紀念日活動，紀念自一次大戰以來的陣亡軍民，其中，坎特伯雷大主教羅恩·威廉斯在倫敦白廳的和平紀念碑主持致送花圈和悼念儀式；皇夫愛丁堡公爵則到訪西敏寺的國殤紀念園和無名英雄冢；身在南韓的英揆大衛·卡梅倫亦到韓戰期間曾爆發激烈戰事的臨津江致送花圈。BBC （页面存档备份，存于）
- 政府最新提交的《歐盟草案》中，建議政府將一些次要的權力移交歐盟前，只需要透過立法的形式交由國會通過，無需要由公投表決，但這種做法不適用於任何涉及邊境事務的權力轉移。BBC （页面存档备份，存于）

## 11月11日
- 財相歐思邦由中國北京轉抵香港訪問，拜會特首曾蔭權和財政司司長曾俊華，另外在香港英商會的午餐會上發表演說，以及參觀灣仔洪聖古廟。他稍後會聯同英揆大衛·卡梅倫到南韓首爾出席G20峰會。英國駐港總領事館、香港電台[]
- 三名涉嫌造假帳以騙取國會津貼的前工黨下議院議員，被最高法院裁定不能以「國會特權」為理由交由國會審訊，三人現已被排期在法院接受刑事審訊，但暫准無條件保釋。BBC （页面存档备份，存于）

## 11月10日
- 英揆大衛·卡梅倫率領龐大商貿代表團訪問中國，成員包括四名內閣閣臣和43名英國商界代表，這也是卡梅倫今年5月上任首相以來首次訪華，他表示今次訪華是一項「相當重要的貿易任務」，但也會向中方討論人權議題。BBC （页面存档备份，存于）
- 國會公共帳目委員會發表報告，批評運輸部未能有效舒緩英格蘭及威爾斯地區火車車廂擠迫的問題，報告又預計未來四年，雖然火車票價將會上升，但乘搭火車的人次仍會不斷增加。在過去10年，英格蘭及威爾斯地區的火車乘搭人次已增加四成，在未來數十年更可能再增加一倍。BBC （页面存档备份，存于）

## 11月9日
- 五名聖公會主教宣佈將會歸依羅馬天主教，聖公會內部一直就同性戀和祝聖女性主教等議題出現分歧，坎特伯雷大主教羅恩·威廉斯對五人的決定感到「遺憾」。BBC （页面存档备份，存于）
- 英國多處地方受惡劣天氣影響，其中威爾斯、蘇格蘭和北愛爾蘭出現降雪、暴雨和強風。BBC （页面存档备份，存于）

## 11月7日
- 約6,000人在蘇格蘭港口城鎮洛西茅斯（Lossiemouth）集會遊行，反對政府以削減開支為名，關閉當地的皇家空軍基地，擔心會嚴重打擊當地經濟。BBC （页面存档备份，存于）
- 有慈善團體批評，政府未有投放足夠資源應對英國人口日益老化的問題，並促請公立醫院關注65歲以上長者的醫療需要。BBC最近委託進行的研究則發現，英國部份地區踏入2029年後會有一半人口年齡在50歲以上。BBC （页面存档备份，存于）

## 11月6日
- 工黨下議院議員保羅·法雷利（Paul Farrelly）承認周四晚在國會內將一名男子摔倒地上。消息指法雷利在國會內的會所與人發生爭執，法雷利則堅稱自己的行為完全出於自衛。BBC （页面存档备份，存于）
- 英國廣播公司新聞部員工連續第二日發動罷工，抗議資方提出修訂退休福利，工會計劃本月15至16日再發動第二輪罷工，罷工至今暫時未對新聞節目的播送構成嚴重影響。BBC （页面存档备份，存于）

## 11月5日
- 剛在本年第二季轉虧為盈，賺取11.5億英鎊的蘇格蘭皇家銀行，在第三季再錄得稅前虧損達14億英鎊。BBC （页面存档备份，存于）
- 南約克郡唐卡斯特附近一所監獄連續三日發生騷亂，至今日由防暴警察完全平息，逾160名涉案囚犯被轉送到其他監獄。消息指，騷亂是因為囚犯在休息時間過後拒絕返回囚房引起。BBC （页面存档备份，存于）

## 11月4日
- 有支持重新將獵狐合法化的下議院議員透露，不會推動在2012年前就廢除《2004年狩獵法案》展開投票，以便爭取足夠支持。BBC （页面存档备份，存于）
- 政府最新數字顯示，利物浦、諾定咸和格拉斯哥三個城市各有三成家庭處於失業狀態，遠高於全國平均的百分之19。BBC （页面存档备份，存于）

## 11月3日
- 為消滅財赤，英政府宣佈計劃調高英格蘭地區的大學學費，預計會由現時每年最高3,290英鎊，大幅上調至每年最高9,000英鎊，輿論擔心學費上調的同時，大學撥款經費卻進一步縮減，亦擔心會加劇大學的名牌效應。BBC （页面存档备份，存于）
- 在本年5月企圖用刀刺死工黨下議院議員唐士勳的21歲女子，被奧卑利刑事法庭裁定意圖謀殺和藏有刀械罪名成立，判終身監禁及最少服刑15年。唐士勳本年5月在出席選區活動時被該名信奉伊斯蘭教的女子刺傷，但送院搶救後並無大礙，行兇者聲稱是要報復唐士勳投票支持英軍出兵伊拉克。BBC （页面存档备份，存于）

## 11月2日
- 英揆大衛·卡梅倫與法國總統薩爾科齊在倫敦召開峰會，就兩國國防和核子技術方面的合作簽訂一系列協議，包括由英國設立核子技術研發測試中心，再由法國方面設立機構加以實行。卡梅倫表示峰會成果標誌英、法在國防方面悠久的合作關係進入「新的一章」。BBC （页面存档备份，存于）
- 索爾福德一座民房發生煤氣洩漏爆炸意外，爆炸摧毀四座民房，造成15人受傷，消防初步調查認為事件有可疑。BBC （页面存档备份，存于）

## 11月1日
- 前首相白高敦向下議院發言，反對政府計劃向法國批出50年的航空母艦保養合約，擔心自己選區附近的保養基地員工面臨失業，這是白高敦自4月以來首次向下院發言。BBC （页面存档备份，存于）
- 向來提倡放寬毒品管制的大衛·納特教授，與另外兩名學者在醫學雜誌《刺針》發表文章，提出如果將對社會的傷害和對吸毒者的傷害一併考慮，吸煙比起所有毒品，包括海洛英和霹靂可卡因所帶來的危害更大。不過有輿論質疑研究沒有探討一次過服食多種毒品的影響，也與政府打擊毒品的大前提背道而馳。BBC （页面存档备份，存于）

| 依月份排列新聞動態 |
| \| - 2014年英國：1月 - 2月 - 3月 - 4月 - 5月 - 6月 - 7月 - 8月 - 9月 - 10月 - 11月 - 12月 - 2013年英國：1月 - 2月 - 3月 - 4月 - 5月 - 6月 - 7月 - 8月 - 9月 - 10月 - 11月 - 12月 - 2012年英國：1月 - 2月 - 3月 - 4月 - 5月 - 6月 - 7月 - 8月 - 9月 - 10月 - 11月 - 12月 - 2011年英國：1月 - 2月 - 3月 - 4月 - 5月 - 6月 - 7月 - 8月 - 9月 - 10月 - 11月 - 12月 - 2010年英國：1月 - 2月 - 3月 - 4月 - 5月 - 6月 - 7月 - 8月 - 9月 - 10月 - 11月 - 12月 - 2009年英國：1月 - 2月 - 3月 - 4月 - 5月 - 6月 - 7月 - 8月 - 9月 - 10月 - 11月 - 12月 - 2008年英國：1月 - 2月 - 3月 - 4月 - 5月 - 6月 - 7月 - 8月 - 9月 - 10月 - 11月 - 12月 檢閱 \| |
| - 2014年英國：1月 - 2月 - 3月 - 4月 - 5月 - 6月 - 7月 - 8月 - 9月 - 10月 - 11月 - 12月 - 2013年英國：1月 - 2月 - 3月 - 4月 - 5月 - 6月 - 7月 - 8月 - 9月 - 10月 - 11月 - 12月 - 2012年英國：1月 - 2月 - 3月 - 4月 - 5月 - 6月 - 7月 - 8月 - 9月 - 10月 - 11月 - 12月 - 2011年英國：1月 - 2月 - 3月 - 4月 - 5月 - 6月 - 7月 - 8月 - 9月 - 10月 - 11月 - 12月 - 2010年英國：1月 - 2月 - 3月 - 4月 - 5月 - 6月 - 7月 - 8月 - 9月 - 10月 - 11月 - 12月 - 2009年英國：1月 - 2月 - 3月 - 4月 - 5月 - 6月 - 7月 - 8月 - 9月 - 10月 - 11月 - 12月 - 2008年英國：1月 - 2月 - 3月 - 4月 - 5月 - 6月 - 7月 - 8月 - 9月 - 10月 - 11月 - 12月 檢閱       |